# تصنيف تطوري

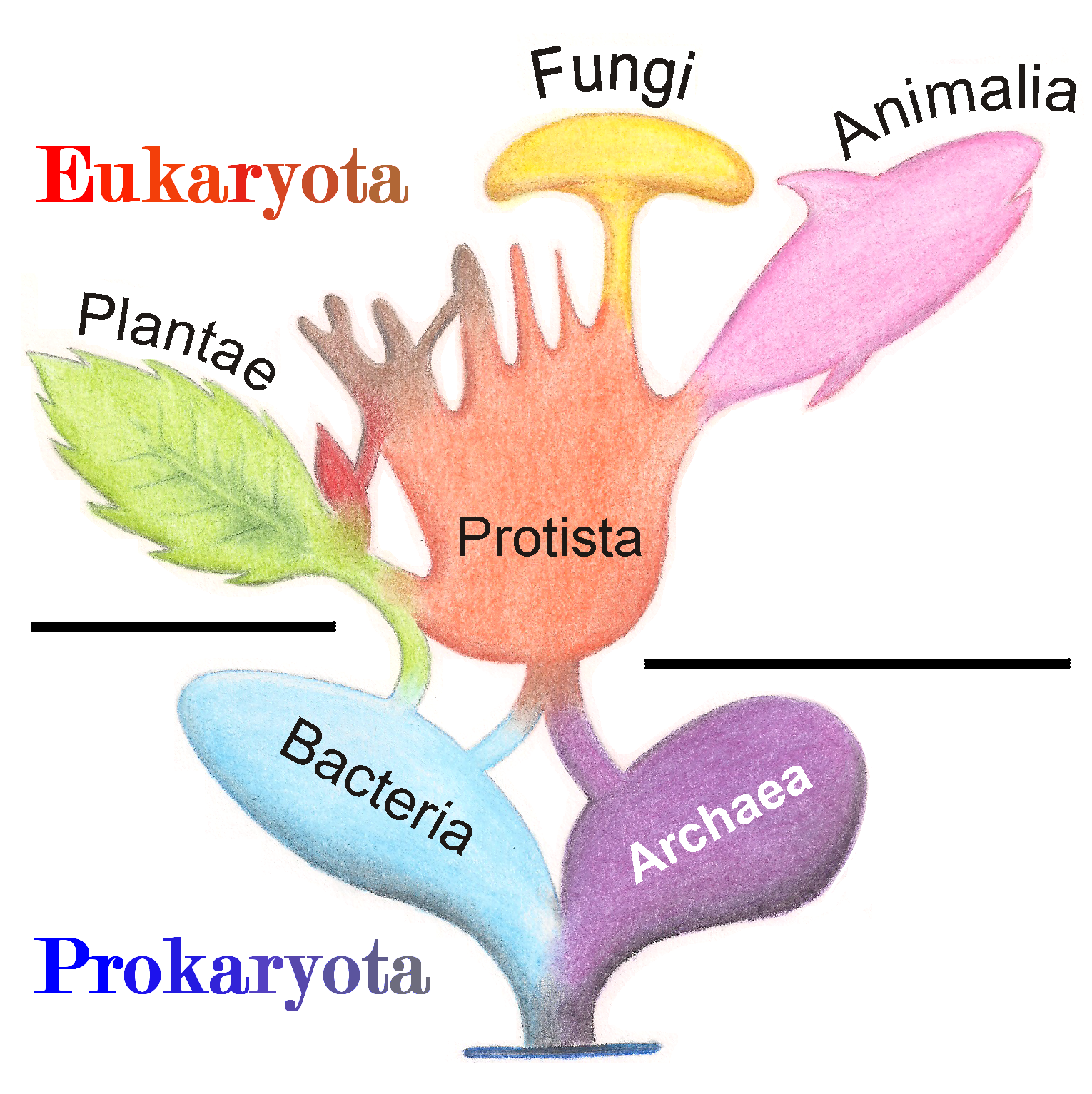

التصنيف التطوري، التقسيمات التطورية، أو التصنيف الداروني هو نوع من التصنيف البيولوجي الذي يصنف الكائنات الحية وفقا لمزيج يجمع بين العلاقة التطورية السلالية (النسب المشترك)، العلاقة بين السلف والسليل (النسب التسلسلي)، ودرجة التغير التطوري. قد يعنى هذا التصنيف بأصنوفات بأكملها بدلا من الأنواع الفردية، بحيث يمكن استنتاج أن مجموعات الأنواع تؤدي إلى ظهور مجموعات جديدة. وُجد أكثر أشكال هذا المفهوم انتشارا في التركيبة التطورية الحديثة لمطلع أربعينات القرن العشرين.
يختلف التصنيف التطوري عن التصنيف اللينوسي القبل داروني (الذي ينتج قوائم مرتبة فحسب)، من حيث أنه يرسم أشجارا تطورية. بينما يجب أن تتكون كل أصنوفة في التسمية حسب تطوري السلالات من عقدة سلفية واحدة وجميع المنحدرين منها، فإن التصنيف التطوري يسمح للمجموعات بان تُستبعد من أصنوفتها الأم (مثل عدم اعتبار الديناصورات مشتملة على الطيور، رغم أنها تسببت في نشأتها)، وبذلك تسمح بوجود أصنوفة شبه سلالية.

## منشأ التصنيف التطوري
ظهر التصنيف التطوري نتيجة لتأثير نظرية التطور على التصنيف اللينوسي. كانت فكرة ترجمة التصنيف الليونسي إلى نوع من الرسم الشجري لممالك الحيوان والنبات قد صيغت قرب نهاية القرن الثامن عشر، أي قبل نشر تشارلز دارون لكتاب أصل الأنواع بكثير. كان أو من اقترح أن الكائنات الحية لها أصل مشترك هو بيير لويس موبرتيوس، وقد دخل تحول الأنواع إلى دوائر علمية أكبر بفضل إراسموس داروين (وكتابه «قوانين الحياة العضوية»، وجان باتيست لامارك (وكتابه «فلسفة علم الحيوان»)، والذي نُشر بشكل مجهول الهوية من قِبل روبرت تشامبرز في عام 1844.
عقب ظهور أصل الأنواع، أصبحت تمثيلات شجرة الحياة أكثر شهرة في الأعمال العلمية. وفي أصل الأنواع، بقي السلف إلى حد كبير نوعا افتراضيا؛ فقد كان دارون مشغولا في المقام الأول بتوضيح المبدأ، ممتنعا بحرص عن تخمين العلاقات بين الكائنات الحية أو المستحاثات ومستخدما أمثلة نظرية فحسب. وعلى النقيض من ذلك، قدم تشامبرز فرضيات محددة، وهي، على سبيل المثال، تطور الثدييات المشيمية من الجرابيات. عقب نشر دارون لكتابه، استخدم توماس هنري هكسلي مستحاثات الأركيوبتركس والهيسبيرورنيس ليجادل بأن الطيور منحدرة من الديناصورات. وبذلك، أصبح ممكنا ربط مجموعة حية بمجموعة أحفورية. يمثل هذا الوصف بأن الديناصورات أدت إلى نشأة الطيور أو أنها أسلافها السمة المميزة للتفكير التصنيفي التطوري.
شهدت العقود الثلاثة الماضية زيادة شديدة في استدام تسلسل الحمض النووي لإعادة بناء السلالات، وشهدت أيضا تحولا موازيا في التأكيد من جانب التصنيف التطوري على تقسيمات هنينغ للسلالات.
ومع تطور علم الجينوم الحديث اليوم، يستفيد العلماء في كل أفرع البيولوجيا من النسالة الجزيئية للاسترشاد في أبحاثهم. ومن الطرق الشائعة لذلك «تراصف السلسلة المتعدد».
يعتبر كافلييه سميث، جورج سيمبسون، وإرنست ماير من بين ممثلي علم التصنيف التطوري.

## شجرة الحياة
بتزايد مجموعات المستحاثات التي اكتشفت وعرفت في أواخر القرن التاسع عشر وبدايات القرن العشرين، عمل علماء الإحاثة على فهم تاريخ الحيوانات خلال العصور بربطها معا في مجموعات معروفة. وكانت شجرة الحياة تُرسم وتخطط ببطء بينما تأخذ مجموعات من المستحاثات موقعها على الشجرة ويزداد الفهم.
وهذه المجموعات لا تزال تحتفظ برتبها في التصنيف الليونسي. وقد كان من بينها أشباه سلالات، وذلك يعني أنه رغم ارتباط كل كائن حي في المجموعة بسلف مشترك عبر سلسلة ممتدة من الأسلاف الذين يتوسطون المجموعة، فإن بعض المنحدرين عن ذلك السلف يقعون خارج المجموعة. عادة ما يظهر تطور وتوزيع الأصنوفات العديدة عبر الزمن من خلال مخطط مغزلي (وفي العادة يسمى مخطط رومر على اسم عالم المستحاثات الأمريكي ألفرد رومر) حيث تتفرع المغازل عن بعضها البعض، وكل مغزل يمثل أصنوفة. ويمثل عرض المغزل الوفرة (عدد العائلات في العادة) مرسومة مقابل الزمن.
حدد علم المستحاثات الفقارية التسلسل التطوري للفقاريات، كما هو مفهوم الآن، بحلول نهاية القرن التاسع عشر، وأتبعه فهم معقول للتسلسل التطوري لمملكة النبات بحلول بدايات القرن العشرين. وقد أصبح الترابط بين أشجار عديدة لتكون شجرة حياة كبيرة ممكنا بحق بعد تطويرات الميكروبيولوجيا والكيمياء البيولوجية في الفترة ما بين الحربين العالميتين.

## فرق اصطلاحي
تختلف مقاربتا التصنيف التطوري والتقسيمات السلالية المستمدة من ويلي هنينغ في استعمالهما لمصطلح أحادي السلف الخلوي/السلالي (Monophyletic). ففي التقسيمات التطورية، يعني مصطلح أحادي السلالة أن مجموعة انحدرت من سلف مشترك واحد. وفي التسمية السلالية، هناك تحذير مسبق بأن النوع السلفي وكل ما ينحدر منه يجب أن يكونوا ضمن المجموعة. وقد تم تقديم مصطلح أحادي السلالة (holophyletic) من أجل المعنى الأخير. وعلى سبيل المثال، تعتبر البرمائيات أحادية السلف الخلوي وفقا للتقسيم التطوري، إذ أنها انحدرت عن الأسماك في البداية. ووفقا للتقسيم السلالي، فإن البرمائيات لا تعتبر مجموعة أحادية السلالة، إذ أن السلويات (الزواحف، الطيور، والثدييات) تطورت من سلف برمائي لكنها لا تعتبر برمائيات. وهذه المجموعات شبه السلالية مرفوضة في التسمية السلالية، لكنها تعتبر إشارة إلى سلف تسلسلي في التصنيفات التطورية.